# Fimose
Fimose é uma condição em que, no pênis humano, o prepúcio não pode ser completamente retraído para expor totalmente a glande. Um inchaço em forma de balão sob o prepúcio pode ocorrer com a micção. Em adolescentes e adultos, pode resultar em dor durante a ereção, mas durante a flacidez não é doloroso. As pessoas afetadas correm maior risco de inflamação da glande, conhecida como balanite, e outras complicações.
Em crianças pequenas, é normal não ser capaz de puxar o prepúcio. Em mais de 90% dos casos, esta incapacidade desaparece aos sete anos e em 99% dos casos aos 16 anos. Ocasionalmente, a fimose pode ser causada por uma condição subjacente, como cicatrizes por balanite ou balanite xerotica obliterante. Isso geralmente pode ser diagnosticado vendo cicatrizes na abertura do prepúcio.
Normalmente, resolve-se sem tratamento aos três anos de idade. Esforços para puxar o prepúcio durante os primeiros anos da vida de um menino não devem ser tentados. Para aqueles em quem a condição não melhora ainda mais tempo pode ser dado ou um corticoide pode ser usado para tentar afrouxar a pele firme. Se este método, combinado com exercícios de alongamento, não for eficaz, então outros tratamentos, como a circuncisão, podem ser recomendados. Uma complicação potencial da fimose é a parafimose, em que o prepúcio apertado fica preso atrás da glande. A palavra vem do grego phimos (φῑμός), significando "mordaça".

## Sinais e sintomas
Ao nascer, a camada interna do prepúcio é selada à glande do pênis. O prepúcio é geralmente não retrátil na primeira infância, e alguns homens podem atingir a idade de 18 anos antes que o prepúcio possa ser totalmente retraído.
Associações médicas aconselham a não retrair o prepúcio de uma criança, a fim de evitar cicatrizes. Alguns argumentam que a não retratilidade pode "ser considerada normal para os homens até e incluindo a adolescência". O médico George Hill afirma que a retratilidade total do prepúcio pode não ser alcançada até a infância tardia ou início da idade adulta. Uma pesquisa dinamarquesa descobriu que a idade média da primeira retração do prepúcio é 10,4 anos.
Vários autores sugeriram que a verdadeira fimose é super-diagnosticada devido à falha em distinguir entre a não retratabilidade normal do desenvolvimento e uma condição patológica. Alguns autores usam os termos "fisiológico" e "patológico" para distinguir entre estes tipos de fimose; outros usam o termo "prepúcio não retrátil" para distinguir essa condição de desenvolvimento da fimose patológica.
Em alguns casos, uma causa pode não estar clara, ou pode ser difícil distinguir fimose fisiológica de fimose patológica se uma criança parecer ter desconforto ao urinar ou demonstrar óbvio balonismo do prepúcio. No entanto, o balonismo não indica obstrução urinária.
Nas mulheres, uma condição comparável é conhecida como "fimose clitoridiana", em que a coberta do clitóris não pode ser retraída, limitando a exposição da glande clitoridis.

### Graus de intensidade[19]
- Grau 1: retração total do prepúcio, mas apertando atrás da glande.
- Grau 2: exposição parcial da glande.
- Grau 3: retração parcial, orifício urinário visível, mas o restante da glande continua encoberto.
- Grau 4: leve retração, mas orifício urinário continua encoberto.
- Grau 5: absolutamente nenhuma retração do prepúcio.

## Causa
Existem três condições mecânicas que impedem a retração do prepúcio:
- A ponta do prepúcio é estreita demais para passar sobre a glande do pênis. Isso é normal em crianças e adolescentes.
- A superfície interna do prepúcio é fundida com a glande do pênis. Isso é normal em crianças e adolescentes, mas anormal em adultos.
- O frênulo é muito curto para permitir a completa retração do prepúcio (uma condição chamada frênulo curto).

A fimose patológica (em oposição à não retratabilidade natural do prepúcio na infância) é rara e as causas são variadas. Alguns casos podem surgir de balanite (inflamação da glande).
O líquen escleroso e atrófico (supostamente a mesma condição da balanite xerotica obliterante) é considerado comum (ou até mesmo o principal) causa de fimose patológica. Esta é uma condição da pele de origem desconhecida que faz com que um anel esbranquiçado de tecido endurecido (uma cicatriz) se forme perto da ponta do prepúcio. Este tecido inelástico impede a retração.
A fimose pode ocorrer após outros tipos de inflamação crônica (como balanopostite), cateterismo repetido ou retração forçada do prepúcio.
A fimose também pode surgir em diabéticos não tratados devido à presença de glicose na urina, causando infecção no prepúcio.
A fimose em crianças mais velhas e adultos pode variar em gravidade, com alguns capazes de retrair parcialmente o prepúcio (fimose relativa), enquanto outros são completamente incapazes de retrair o prepúcio, mesmo quando o pênis está em estado flácido (fimose completa).

## Tratamento
A fimose fisiológica, comum em homens com 10 anos ou menos, é normal e não requer intervenção. O prepúcio não retrátil geralmente se torna retrátil durante o curso da puberdade.
Se a fimose em crianças mais velhas ou adultos não estiver causando problemas agudos e graves, medidas não cirúrgicas podem ser eficazes. A escolha do tratamento é geralmente determinada pela possibilidade de a circuncisão ser considerada como uma opção de último recurso a ser evitada ou como o curso preferido.

### Não cirúrgico
- Cremes esteroides tópicos como betametasona, furoato de mometasona e cortisona são eficazes no tratamento de fimose e devem ser considerados antes da circuncisão.[27][29][30] É teorizado que os esteroides atuam reduzindo as respostas inflamatórias e imunológicas do corpo, e também diminuindo a espessura da pele.[27]
- O alongamento delicado do prepúcio pode ser feito manualmente, com balões ou com outras ferramentas. A pele que está sob tensão se expande pelo crescimento de células adicionais.

### Cirúrgico

Preputioplastia:
Fig 1. Pênis com anel fimótico apertado dificultando a retração do prepúcio.
Fig 2. Prepúcio retraído sob anestesia com o anel fimótico ou estenose constringindo o eixo do pênis e criando uma "cintura".
Fig 3. Incisão fechada lateralmente.
Fig 4. O pênis com o prepúcio solto é substituído sobre a glande

Os métodos cirúrgicos variam desde a remoção completa do prepúcio até operações menores para aliviar o aperto do prepúcio:
- Fenda dorsal (superincisão) é uma única incisão ao longo do comprimento superior do prepúcio da ponta até a coroa, expondo a glande sem remover nenhum tecido.
- Fenda ventral (subincisão) é uma incisão ao longo do comprimento inferior do prepúcio da ponta do frênulo até a base da glande, removendo o frênulo no processo. Frequentemente usado quando o frênulo curto ocorre junto da fimose.
- Prepucioplastia, em que uma fenda dorsal limitada com fechamento transversal é feita ao longo da faixa constritiva da pele,[31] pode ser uma alternativa eficaz à circuncisão.[15] Tem a vantagem de apenas dor limitada e uma curta duração de cura em relação à circuncisão, evitando ao mesmo tempo efeitos cosméticos.[31]
- Às vezes, a circuncisão é realizada para fimose e é um tratamento eficaz; no entanto, este método tornou-se menos comum a partir de 2012.[6]

Enquanto a circuncisão previne fimose, estudos sobre a incidência de bebês saudáveis circuncidados para cada caso evitado de fimose são inconsistentes.

## Prognóstico
A complicação mais aguda é a parafimose. Nessa condição, a glande fica inchada e dolorida, e o prepúcio é imobilizado pelo inchaço em uma posição parcialmente retraída. O pênis proximal é flácido. Alguns estudos concluíram que a fimose é um fator de risco para retenção urinária e carcinoma do pênis.

## Epidemiologia
Vários relatórios médicos de incidência de fimose foram publicados ao longo dos anos. Elas variam amplamente devido às dificuldades de distinguir fimose fisiológica (não-retratilidade do desenvolvimento) de fimose patológica, diferenças de definição, problemas de averiguação e múltiplas influências adicionais nas taxas de circuncisão pós-neonatal em culturas onde a maioria dos recém-nascidos é circuncidada. Uma estatística de incidência comumente citada para fimose patológica é de 1% dos homens não circuncidados. Quando a fimose é simplesmente equacionada com a não retratilidade do prepúcio após os 3 anos de idade, foram relatadas taxas de incidência consideravelmente maiores. Outros descreveram incidências em adolescentes e adultos em até 50%, embora seja provável que muitos casos de fimose fisiológica ou não-retratilidade parcial tenham sido incluídos.

## História
Segundo alguns relatos, a fimose impediu Luís XVI de França de engravidar sua esposa durante os primeiros sete anos de seu casamento. Ela tinha 14 anos e ele tinha 15 anos quando se casaram em 1770. No entanto, a presença e a natureza de sua anomalia genital não são consideradas certas, e alguns estudiosos (como Vincent Cronin e Simone Bertiere) afirmam que o reparo cirúrgico teria sido mencionado no livro de registros de seus tratamentos médicos, se isso de fato ocorreu.[carece de fontes?] O prepúcio não retrátil na adolescência é normal, comum e geralmente se resolve com o aumento da maturidade.
O presidente dos EUA, James Garfield, foi assassinado por Charles Guiteau em 1881. O relatório da autópsia de Guiteau indicava que ele tinha fimose. Na época, isso levou à especulação de que o comportamento assassino de Guiteau era devido à insanidade induzida por fimose.